# Two World Trade Center
Two World Trade Center – nieistniejący budynek, jedna z Bliźniaczych Wież (Twin Towers), położony w dzielnicy Lower Manhattan na Manhattanie w Nowym Jorku. Został zaprojektowany przez Minoru Yamasakiego i Antoniego Brittiochiego. 11 września został zniszczony podczas zamachu.

## Budowa
Budowa południowej wieży rozpoczęła się w styczniu 1969 i trwała do 19 lipca 1971, gdy osiągnęła wysokość 1362 stóp.

## Zamach w 2001 roku

Kula ognia po uderzeniu w południową wieżę WTC samolotu linii United Airlines lotu 175 o godz. 9:03 czasu lokalnego
Wyrwa po uderzeniu samolotu w wieży południowej WTC
Moment zawalenia się południowej wieży WTC o godz. 9:59 czasu lokalnego
Chmura pyłu tuż po zawaleniu się południowej wieży WTC

## Galeria

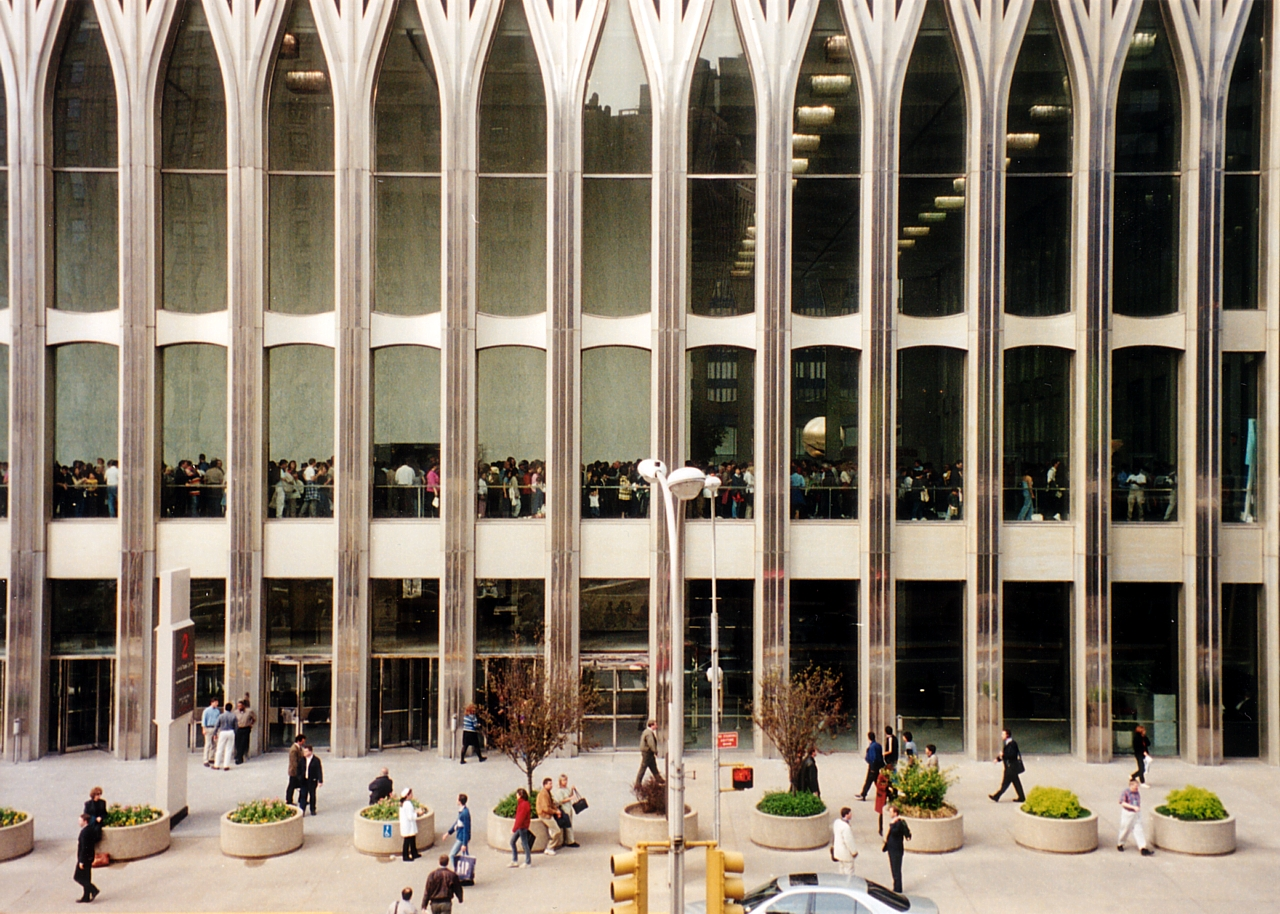
Wejście do Lobby południowej wieży WTC
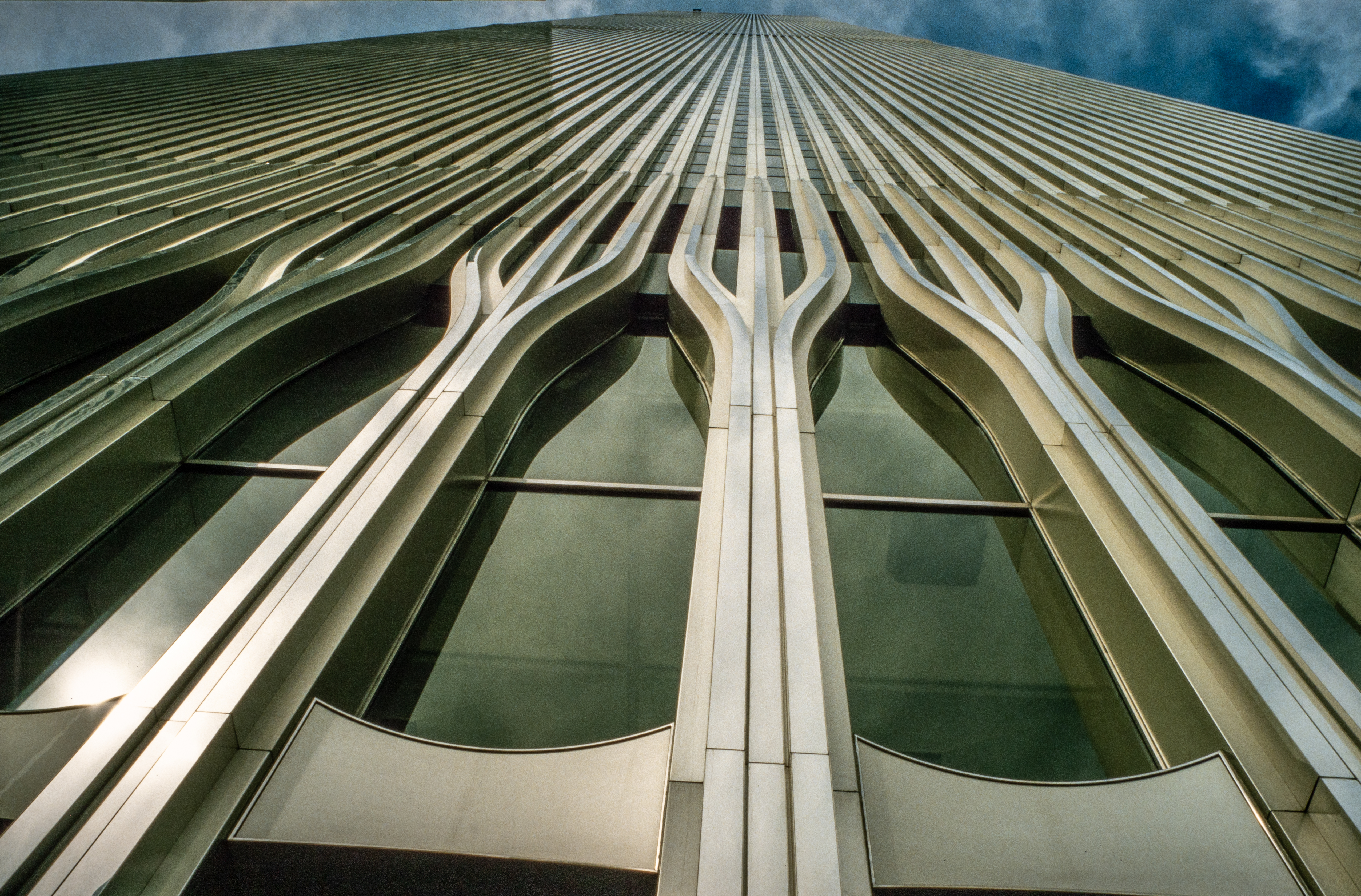
Widok u postawy południowej wieży WTC
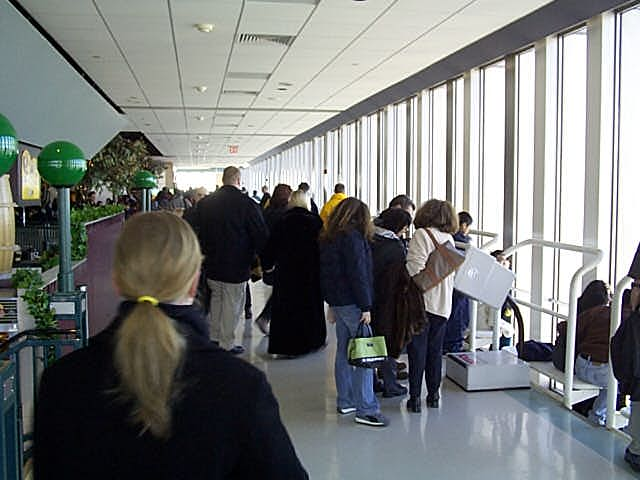
Wewnętrzny taras widokowy w południowej wieży WTC
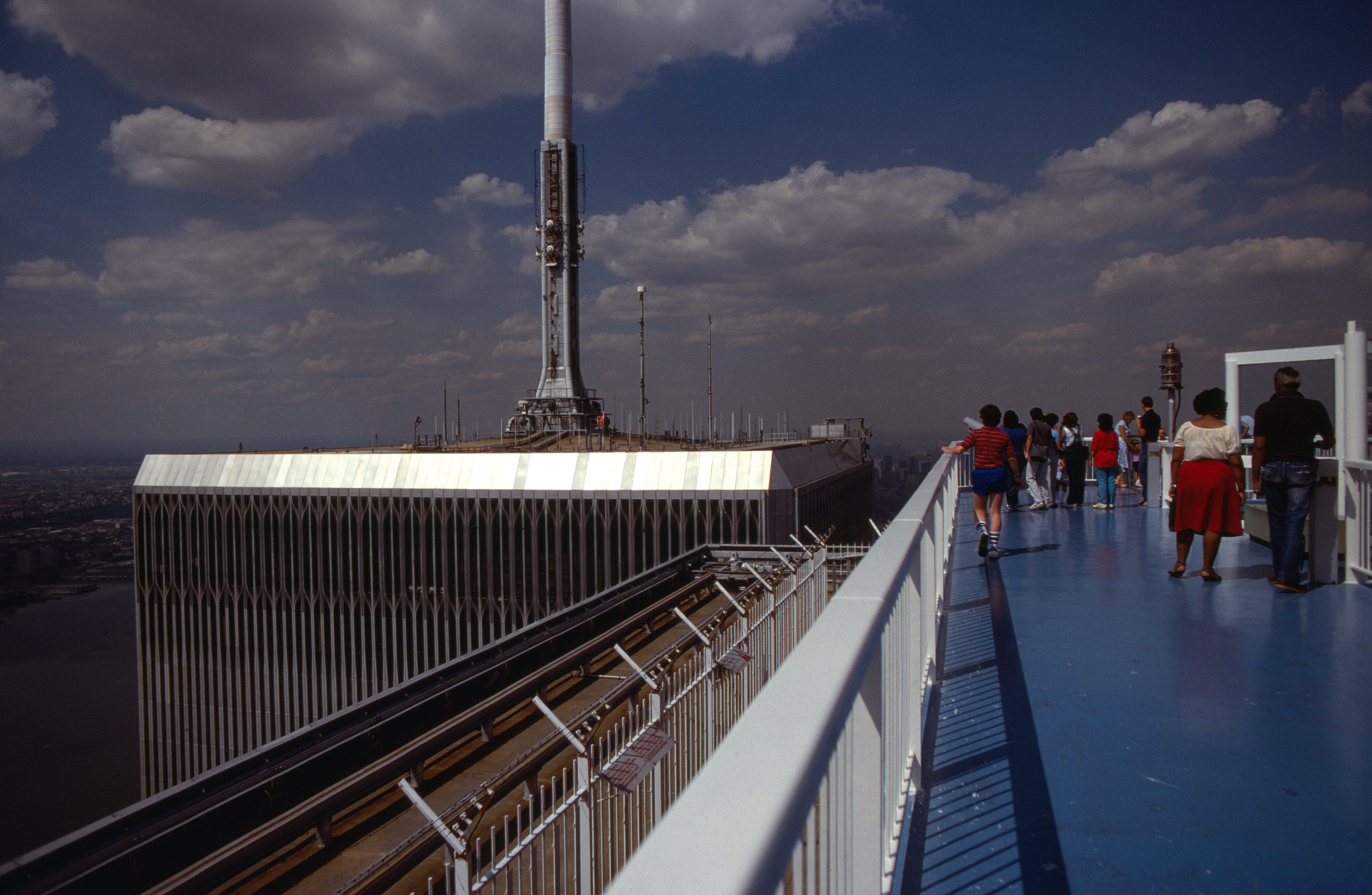
Taras widokowy na dachu południowej wieży WTC